# 카토 마사야
카토 마사야(加藤雅也, 1964년 4월 27일 ~)은 일본의 배우이다. 나라현에서 태어났으며, 소속사는 버닝프로덕션이다.

## 작품

### 드라마
- 2005년: 《아네고》
- 2006년: 《언페어》
- 2006년: 《프리마담》
- 2007년: 《반짝반짝 연수의》
- 2007년: 《결혼 사기꾼》
- 2008년: 《사이토씨》
- 2008년: 《오센》
- 2009년: 《키이나 - 불가능 범죄 수사단 -》
- 2009년: 《원한 해결사무소 리붓》
- 2011년: 《언페어 스페셜 ~ 더블미닝 이중정의 ~》
- 2012년: 《사랑이란 사치가 내게 떨어져 내린 것일까?》
- 2014년: 《여자는 그것을 용서하지 않아》
- 2015년: 《천황의 요리사》
- 2016년: 《동네의 영웅》
- 2016년: 《도망치는 여자》
- 2016년: 《테라포마스 / 새로운 희망》

### 영화
- 1989년: 《눈과 피의 4일》
- 1989년: 《도쿄 : 더 라스트 워》
- 1991년: 《외통수》
- 1994년: 《노바디》
- 1996년: 《크라잉 프리맨》
- 1996년: 《7층》
- 1997년: 《드라이브》
- 1997년: 《살인 키스》
- 1998년: 《고질라》
- 1999년: 《노바디》
- 2000년: 《학원괴담》
- 2001년: 《우먼 오브 나이트》
- 2001년: 《아지테이터》
- 2002년: 《머슬 히트》
- 2003년: 《마계환생》
- 2003년: 《극도공포대극장 우두》
- 2003년: 《용서 받지 못한 자》
- 2004년: 《바람의 파이터》
- 2004년: 《브라더》
- 2004년: 《일상공포극장 - 오모히노타마》
- 2005년: 《아라가미》
- 2005년: 《최후의 만찬》
- 2007년: 《언페어 - 극장판》
- 2007년: 《미래예상도》
- 2009년: 《성룡의 신주쿠 살인사건》
- 2010년: 《사요나라 이츠카》 - 사쿠라다 젠지로 역
- 2011년: 《언페어 the answer》
- 2013년: 《몬스터》
- 2014년: 《인 더 히어로》
- 2015년: 《언페어 디 엔드》
- 2015년: 《죄의 여백》
- 2016년: 《리:본》
- 2016년: 《테라포마스》 - 도지마 케이수케 역
- 2017년: 《야쿠자의 섹스》 상, 하
- 2019년: 《킹덤》 - 사씨 역
- 2019년: 《더 니카이도스 폴》
- 2022년: 《킹덤2: 아득한 대지로》 - 사씨 역
- 2023년: 《킹덤3: 운명의 불꽃》 - 사씨 역
- 2023년: 《1초 앞, 1초 뒤》 - 하지메의 아빠 역
- 2024년: 《킹덤4: 대장군의 귀환》 - 사씨 역